# STS-35
STS-35は、スペースシャトル・コロンビアの10回目のミッションで、スペースシャトル計画全体では38回目のミッションである。4つの望遠鏡からなるスペースラブの観測施設ASTRO-1の打上げが第一の目的であった。1990年12月にフロリダ州のケネディ宇宙センターから打ち上げられた。

## 乗組員
- 船長 - ヴァンス・ブランド（英語版） （4度目で最後の宇宙飛行）
- 操縦手 - ガイ・ガードナー（英語版） （2度目で最後の宇宙飛行）
- ミッションスペシャリスト1 - ジェフリー・ホフマン（英語版） （2度目の宇宙飛行）
- ミッションスペシャリスト2 - ジョン・M・ラウンジ （3度目で最後の宇宙飛行）
- ミッションスペシャリスト3 - ロバート・A・パーカー（英語版） （2度目で最後の宇宙飛行）
- ペイロードスペシャリスト1 - サミュエル・デュランス （初の宇宙飛行）
- ペイロードスペシャリスト2 - ロナルド・パリーゼ （初の宇宙飛行）

### バックアップ
- ペイロードスペシャリスト1 - ケネス・ノーシック（初の宇宙飛行）
- ペイロードスペシャリスト2 - ジョン＝デヴィッド・バルトー（2度目の宇宙飛行）

### 配席図
| 座席 | 打上げ時   | 着陸時     | 1-4の座席はフライトデッキ、5-7の座席はミッドデッキにある。 |
| S1   | ブランド   | ブランド   | 1-4の座席はフライトデッキ、5-7の座席はミッドデッキにある。 |
| S2   | ガードナー | ガードナー | 1-4の座席はフライトデッキ、5-7の座席はミッドデッキにある。 |
| S3   | ホフマン   | パーカー   | 1-4の座席はフライトデッキ、5-7の座席はミッドデッキにある。 |
| S4   | ラウンジ   | ラウンジ   | 1-4の座席はフライトデッキ、5-7の座席はミッドデッキにある。 |
| S5   | パーカー   | ホフマン   | 1-4の座席はフライトデッキ、5-7の座席はミッドデッキにある。 |
| S6   | デュランス | デュランス | 1-4の座席はフライトデッキ、5-7の座席はミッドデッキにある。 |
| S7   | パリーゼ   | パリーゼ   | 1-4の座席はフライトデッキ、5-7の座席はミッドデッキにある。 |

### 備考
チャレンジャー号爆発事故の前まで、このミッションは、STS-61-Eとして、1986年3月に打ち上げられる予定だった。2度目の宇宙飛行となるジョン・マクブライドが船長を務める予定であったが、彼は1989年5月にNASAを引退することを決断し、ヴァンス・ブランドに交代となった。さらに、操縦手のリチャード・リチャーズ、ミッションスペシャリストのデヴィッド・ルーズマは、それぞれガイ・ガードナー、ジョン・M・ラウンジに交代となった。当時59歳のブランドは、1996年に61歳のストーリー・マスグレーヴがSTS-80で宇宙に行くまで、宇宙飛行の最年長記録であった。

## 準備と打上げ

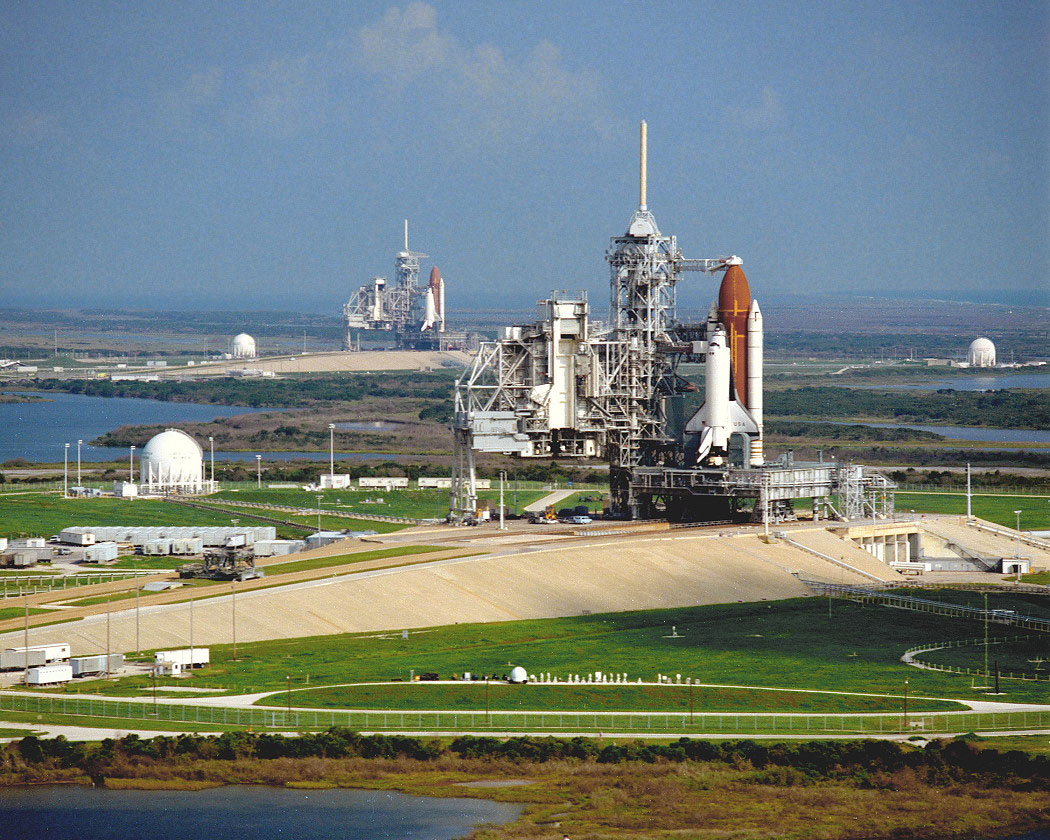
第39A発射台上のコロンビアと第39B発射台上のディスカバリー

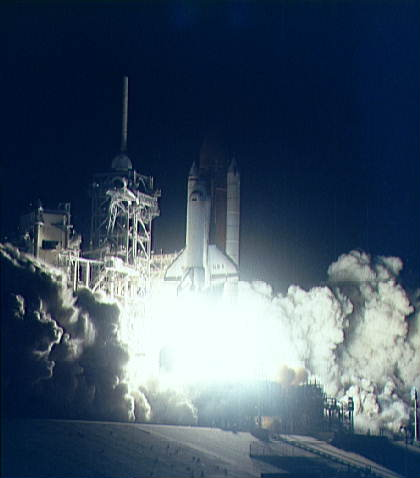
最終的に、打ち上げは1990年12月2日となった。

ASTRO-1は、もともと、チャレンジャー号爆発事故を起こしたSTS-51-Lの次に予定されていたSTS-61-Eとして、1986年3月に打ち上げられる予定であったが、遅延していた。このミッションは、長い中断期間中に広帯域X線望遠鏡(BBXRT)の打上げも追加され、STS-35として再設定された。コロンビアは、1990年5月16日に予定されていた打上げのため、4月末に第39A発射台に移され、飛行準備完了確認審査の後、機体冷却システムのフレオン冷却ループ比例弁を交換する必要があるため、打上げ日程の公表が延期された。その後、再度の確認審査を経て、打上げ日が5月30日に再設定された。5月30日の打上げは、移動式発射プラットフォーム上で、後尾整備マストからの小規模な水素漏れと、外部燃料タンク-オービタ間の急速着脱部品からの大規模な水素漏れのため、燃料注入中に再度延期された。水素はオービタの後部の区画でも検出され、恐らく43cmアンビリカルケーブルからの漏れと関連していると推測された。
6月6日に行われた小規模な注入試験で、43cmアンビリカルケーブルからの漏れが確認された。漏れの修理は発射台上ではできず、6月12日にスペースシャトル組立棟に戻され、その後、さらにオービタ整備施設に移された。オービタ側面の43cmアンビリカルケーブルは、当時建設中のスペースシャトル・エンデバーから借用したものと交換され、外部燃料タンクとも接続された。ASTRO-1は、再整備のうえ、オービタの修理と再処理中、コロンビアのカーゴベイの中で保管された。
コロンビアの打上げは、1990年9月1日に再設定され、8月9日に第39A発射台に移された。打上げの2日前、ASTRO-1のBBXRT-01のアビオニクスが故障し、変更と再試験が必要となった。打上げは、9月6日に再延期された。燃料注入中、オービタ後部区画で高濃度水素が検出され、打上げはさらに延期になった。NASAでは、当初から、水素の漏れは2か所で発生していたと結論付けた。1か所が既に交換されたアンビリカルケーブル、もう1か所以上が再塗装されたオービタの後部区画であり、後部区画に置かれた3つの水素再循環ポンプが疑われた。これらは交換され、再試験された。また、メインエンジンの第3水素プリバルブの損傷したテフロンカバーシールも好感された。打上げは、9月18日に再延期された。燃料注入中に、後部区画で漏れが発生し、さらに打上げは延期され、結局、ディレクターの任命したタイガーチームにより問題が解決されるまで、打上げは行われなかった。
STS-38で打ち上げられるスペースシャトル・アトランティスのため、コロンビアは、10月8日に第39B発射台に移された。10月9日には、ハリケーン・クラウスのため、再びスペースシャトル組立棟に戻され、10月14日に第39B発射台に移された。10月30日には、特殊なセンサーとビデオカメラを用いて、透明なアクリル樹脂製の後部区画ドアから、再度、タンクの試験が行われた。それ以上の水素漏れは検出されず、問題は解決されたが、STS-38の打上げをさらに4週間待つことになった。打上げ予定は11月30日となったが、対象天体の観測への悪影響の懸念から、さらに数日遅れた。12月2日の打上げの際には、アメリカ空軍による追跡を妨げる可能性のある低い雲のため、21分間遅れ、最終的に、12月2日の午前01:49:01 (EST)に打ち上げられ、これはスペースシャトルの歴史上9番目、コロンビアとしては2番目に遅い時間帯の夜間の打上げとなった。また、スペースシャトル計画で最も遅延した打上げの一つとなった。

## ミッションハイライト

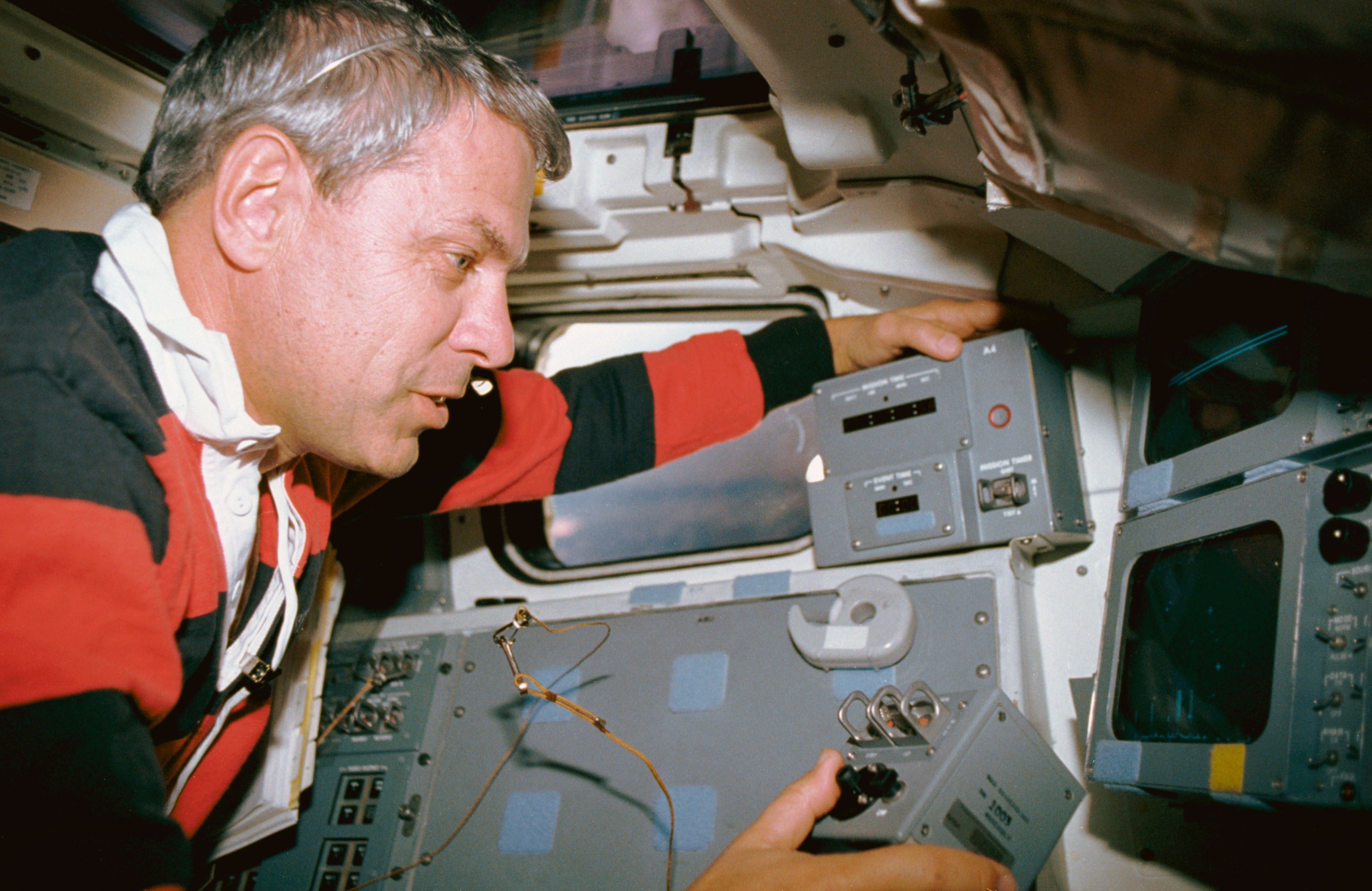
パーカーは、フライトデッキのトグルを用いて、ASTRO-1の機器の向きを手動で合わせた。

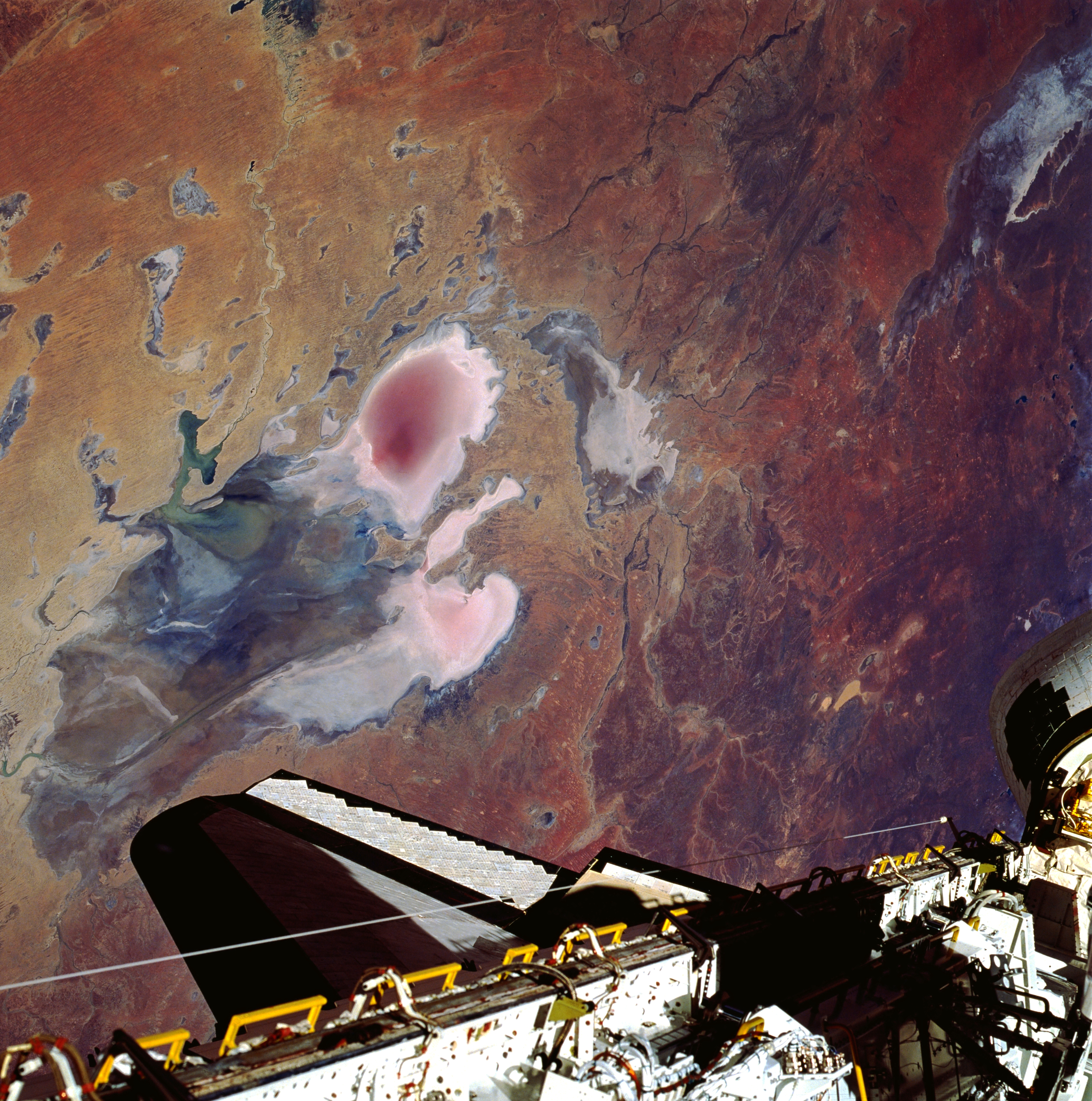
オーストラリアのエア湖上空

主要ペイロードはASTRO-1で、スペースラブのシステムの5度目の打上げであった。主目的は、ASTRO-1を用いた紫外線とX線の波長での天球の絶え間ない観測であった。ASTRO-1は、ホプキンス紫外線望遠鏡(HUT)、ウィスコンシン紫外線偏光計実験(WUPPE)、紫外線撮像望遠鏡(UIT)からなり、これらが機器指向性システム(IPS)の上に設置されている。IPSは3軸のジンバルからなり、これが、一端がスペースラブのパレット、もう一端がペイロードの後部端と接続した支持構造の上に設置されている。広域X線望遠鏡(BBXRT)と2軸指向システム(TAPS)は、補完的な機器としてペイロードベイ後部に収められた。
軌道に到達すると、乗組員は、ガードナー、パーカー、パリーゼの赤チームとホフマン、デュランス、ラウンジの青チームに分かれた。船長のブランドはどちらのチームにも入らず、活動の調整を支援した。望遠鏡は、打上げの11時間後に赤チームにより格納場所から出して電源が入れられ、点検の後、16時間後に青チームにより、観測が開始された。紫外線観測の際には、観測対象の天体の方向にカーゴベイを向けるために、シャトルの操縦が必要であった。ミッションスペシャリストは、望遠鏡を対象の天体に向けるために、IPSを操作した。また、オービタのスラスターが噴射した場合にも指向システムを安定させられるため、ガイド星をロックした。ペイロードスペシャリストは、来る観測に備えてそれぞれの機器を設定し、ガイドテレビ上の対象天体を同定し、望遠鏡の視野の中に天体を正確に捉えるため、必要な補正を行った。その後、機器による一連の観測を始め、記録されたデータをモニターした。多くの観測の作業量が多いため、ミッションスペシャリストとペイロードスペシャリストは協力して、これらの複雑な操作を行い、観測の質を評価した。各観測には、10分から1時間強程度の時間がかかった。
指向システムの指向の精度とミッション中のデータ表示ユニットの連続過熱による障害は、乗組員による指向の手順に影響を与えたため、マーシャル宇宙飛行センターの地上チームが望遠鏡の微調整を行うことになった。BBXRT-01は、当初よりゴダード宇宙飛行センターのオペレータが運用しており、影響を受けなかった。X線望遠鏡は、乗組員の操作をほとんど必要としなかった。乗組員は、運用開始時にBBXRT-01とTAPSの電源を入れ、運用終了後に電源を切った。望遠鏡の起動後、ゴダード宇宙飛行センターの研究者は、コンピュータを通じて、望遠鏡と「会話」することができた。科学運用の開始の前、格納されたコマンドがBBXRTのコンピュータにロードされ、その後、宇宙飛行士によりスペースシャトルの配置がなされると、TAPSは自動的にBBXRTを天体の方に向けた。スペースシャトルは一度に一つの方向にしか向けられないため、X線観測と紫外線観測の間で、注意深く調整を行う必要があった。指向の問題はあったが、143時間に渡る一連の作業で、130の天体に対し、231回の観測を行うことができ、マーシャル宇宙飛行センターとゴダード宇宙飛行センターの科学チームは、ミッションの目的の70%が達成されたと評価した。ASTRO-1は、そのミッションの一部をアラバマ州ハンツビルにあるマーシャル宇宙飛行センターのスペースラブミッションぺレーションコントロールセンターからそのミッションの一部を実行した初めてのケースとなった。
飛行中、廃水の配管が詰まったことにより、廃水の投棄に関するトラブルが発生したが、予備の容器を使うことにより、何とか解決した。また、RCCスラスターの1つや、飛行計画の更新を受信するテレタイプ端末にも障害が発生した。

## その他のペイロード及び実験

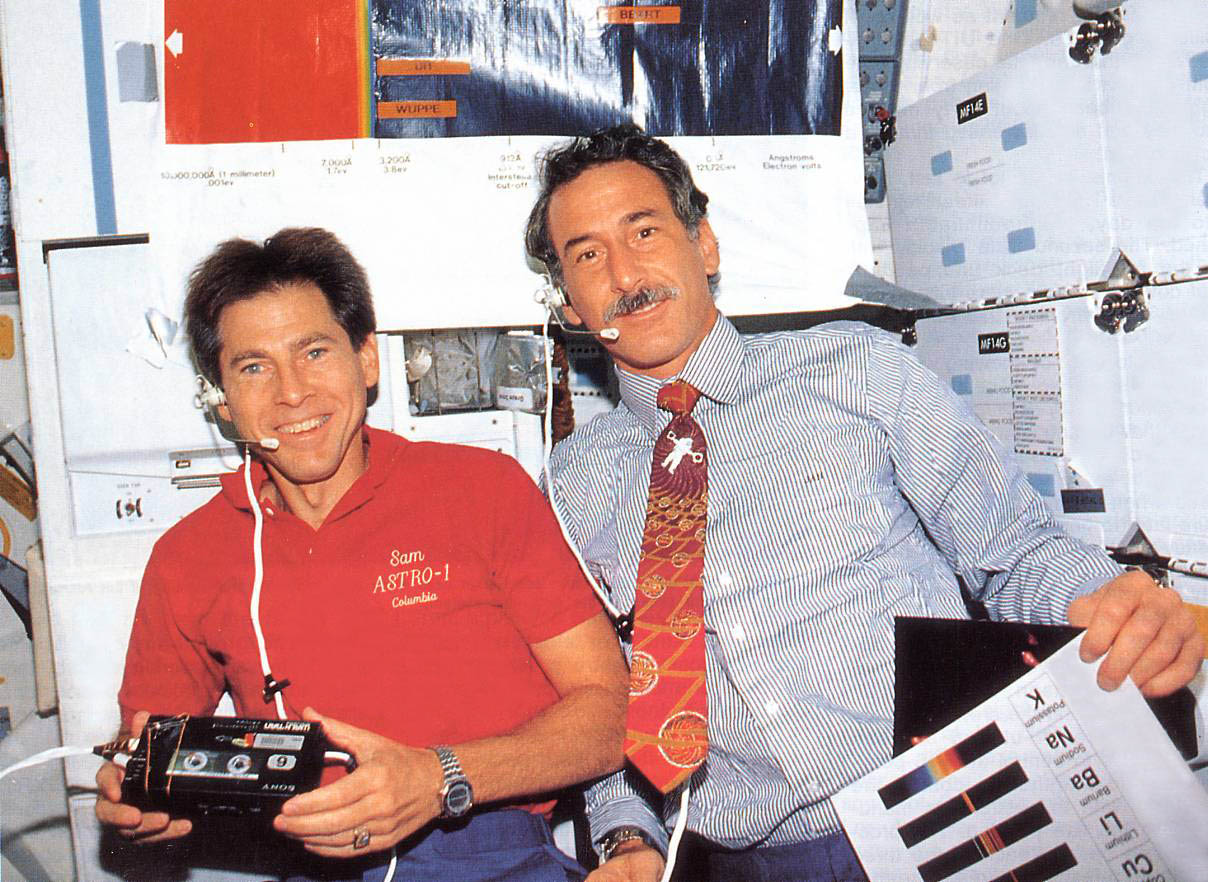
デュランスとホフマンは、初めての宇宙からの授業を行った。また、宇宙で初めてネクタイを締めた。

地上のアマチュア無線従事者とスペースシャトル内のアマチュア無線従事者の間での短波の伝送は、後のShuttle Amateur Radio Experiment (SAREX-II)の基礎となった。SAREXでは、音声、低速度走査テレビジョン、データ、またはアップリンクのみであるがアマチュアテレビジョンの4つのうちの1つのモードで、オービタの視線上のアマチュア局と交信する。音声モードは有人モードであるが、その他の3つは有人モードでも無人モードでも運用できる。ミッション中、SAREXは、オービタやその他のペイロードの運用が予定されていない時に、免許(WA4SIR)を持つパリーゼにより運用された。また、ハワイにある空軍マウイ光学及びスーパーコンピューティング天文台の電子光学センサの校正の実験も行われた。学生の科学、数学、技術に対する興味を喚起するためのSpace Classroom Program, Assignment: The Starsプロジェクトが行われ、1990年12月7日にホフマンが史上初めての宇宙からの授業を行い、電磁スペクトルとASTRO-1に関する資料を説明した。またこれを補足する授業がハンツビルのASTRO-1コントロールセンターから行われた。

## 着陸

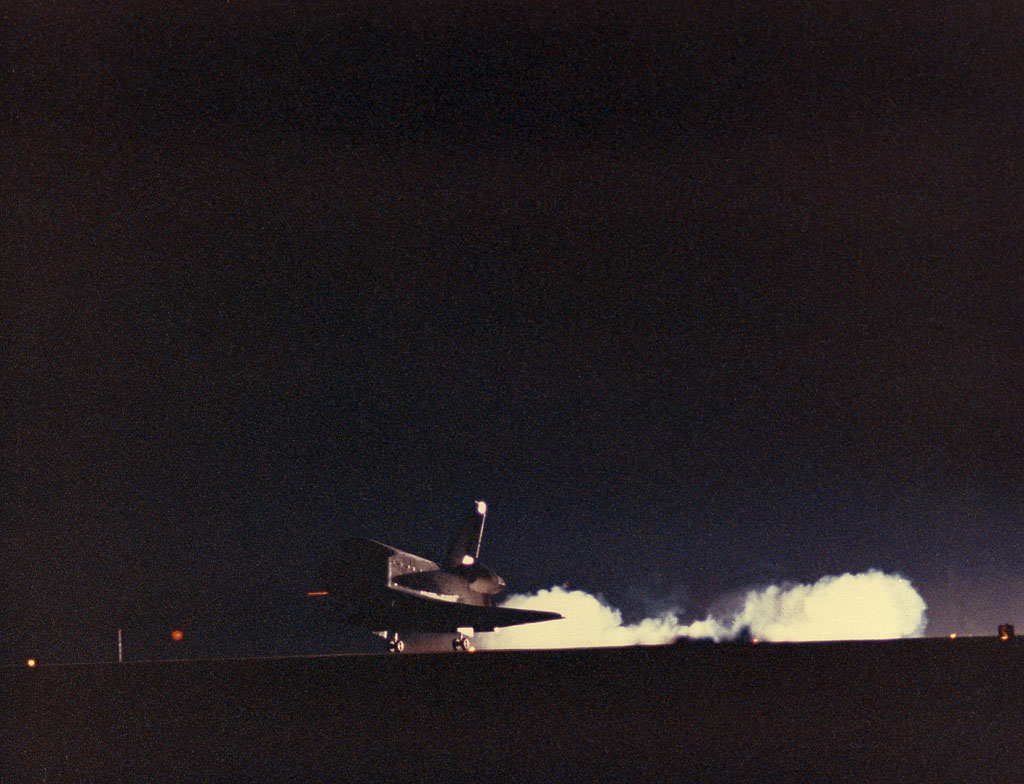
着陸

予定された着陸地点であるカリフォルニア州のエドワーズ空軍基地の天候が悪化することが予想されたため、予定より1日早くミッションが終了した。軌道離脱のため、12月10日の20:48 (PST)にインド洋上空でスペースシャトル軌道制御システムのエンジンが点火し、21:54 (PST)にエドワーズ空軍基地の第22滑走路に着陸した。ミッションの総時間は、8日間と23時間5分8秒であった。スペースシャトル計画で4度目の夜間の着陸となった。コロンビアは、12月20日にシャトル輸送機によりケネディ宇宙センターに戻った。着陸時の重量は、102,208 kgだった。

## ギャラリー

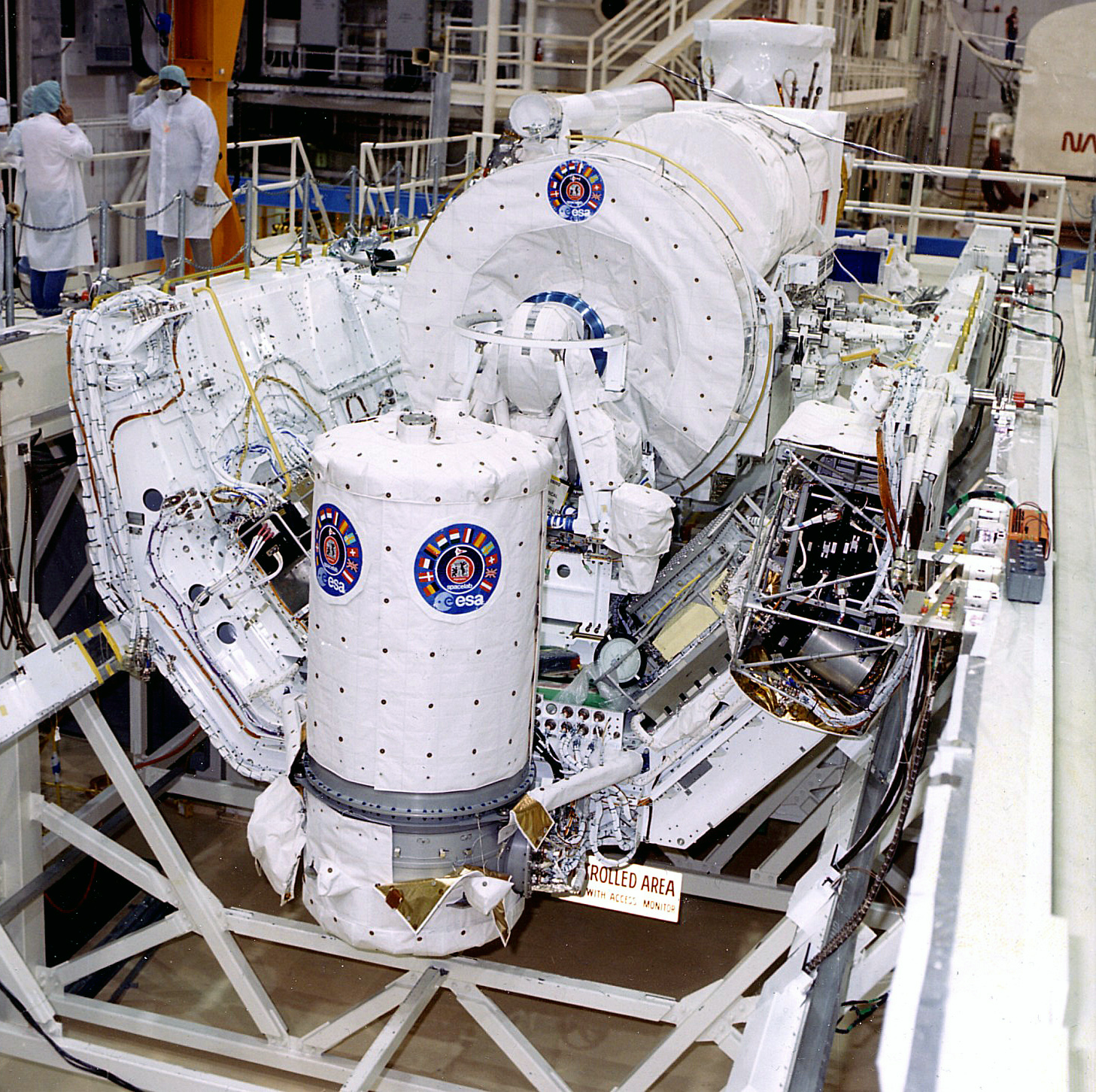
ASTRO-1
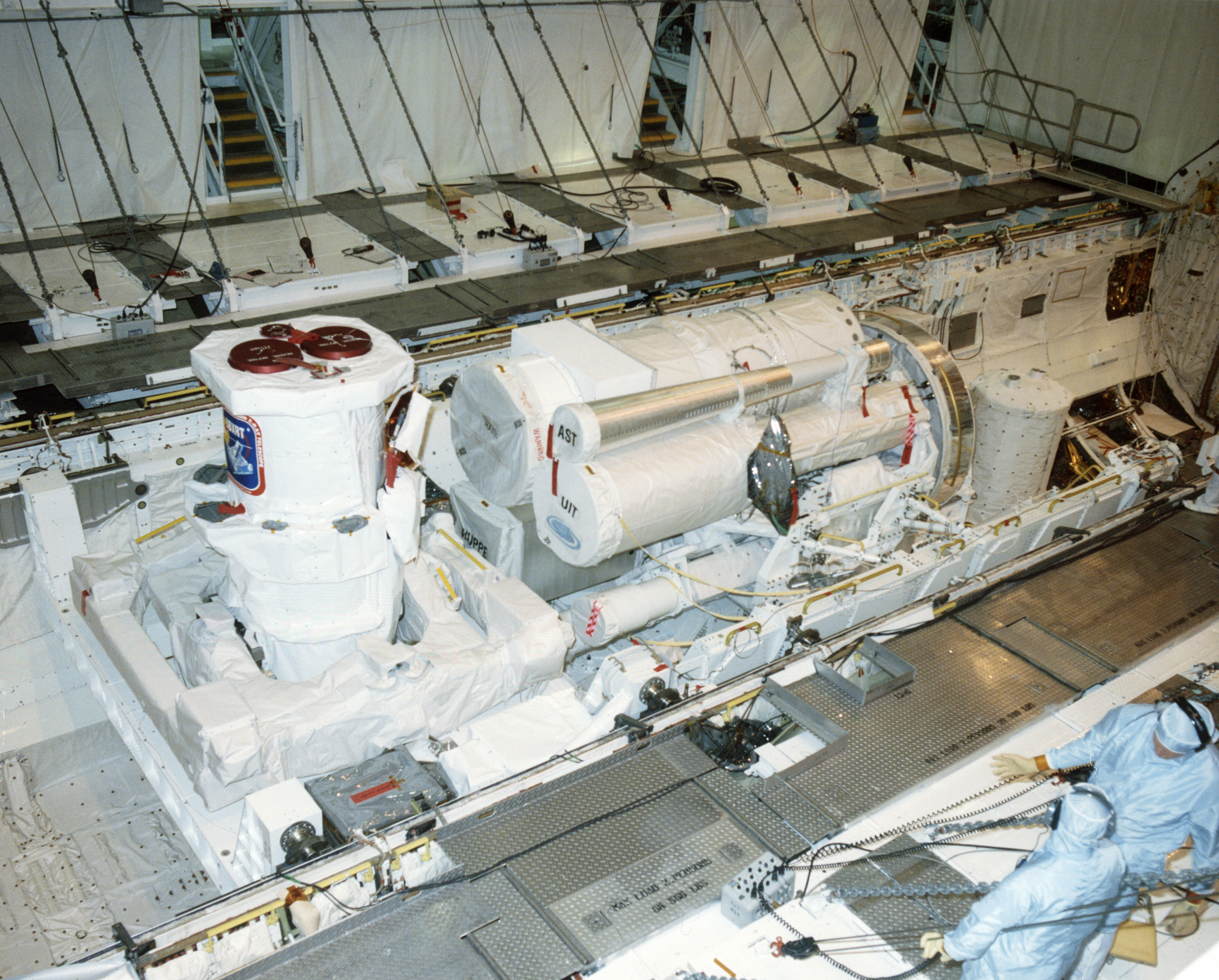
オービタ整備施設でコロンビアに搭載されるASTRO-1
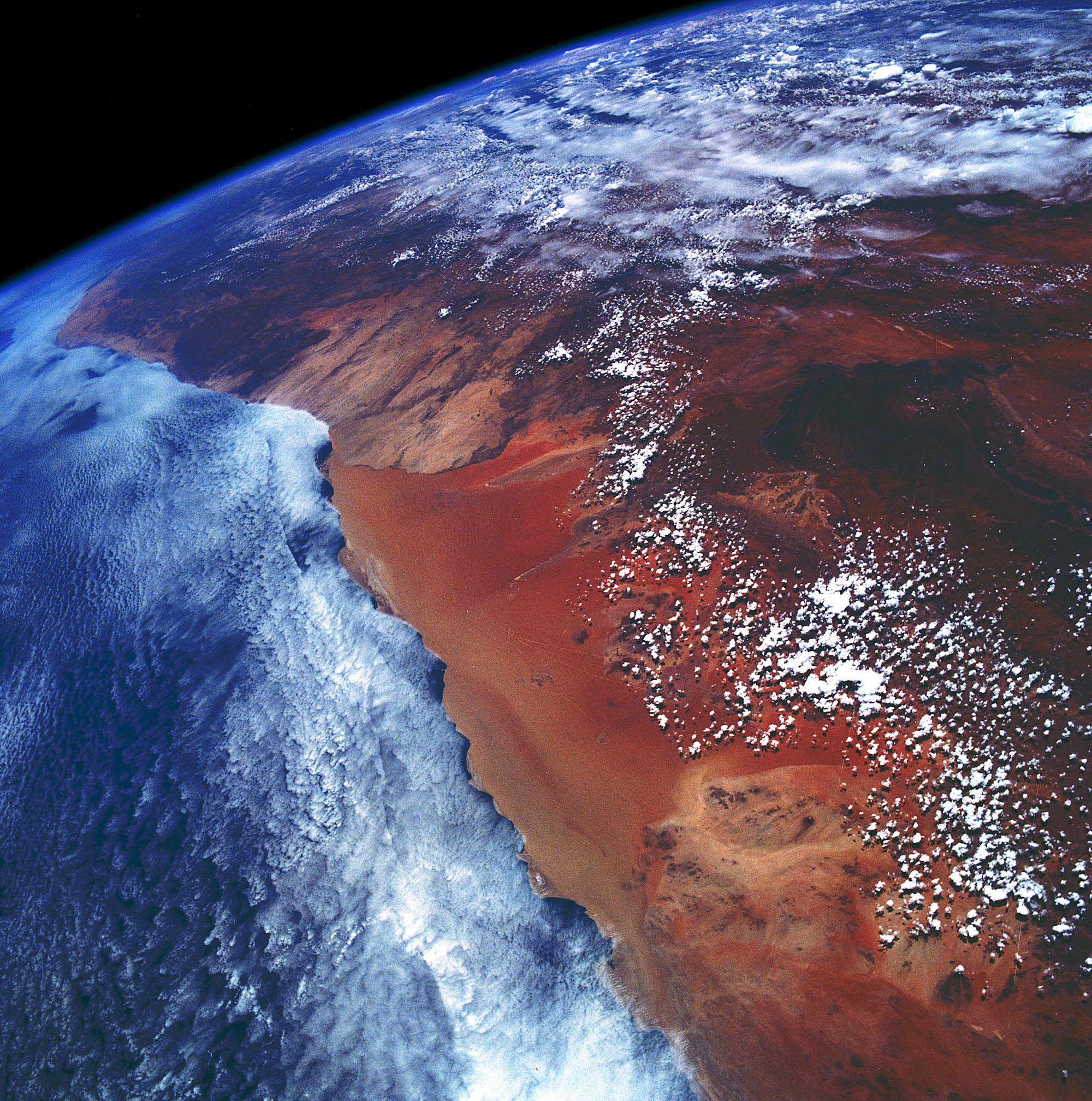
軌道から見たナミビア
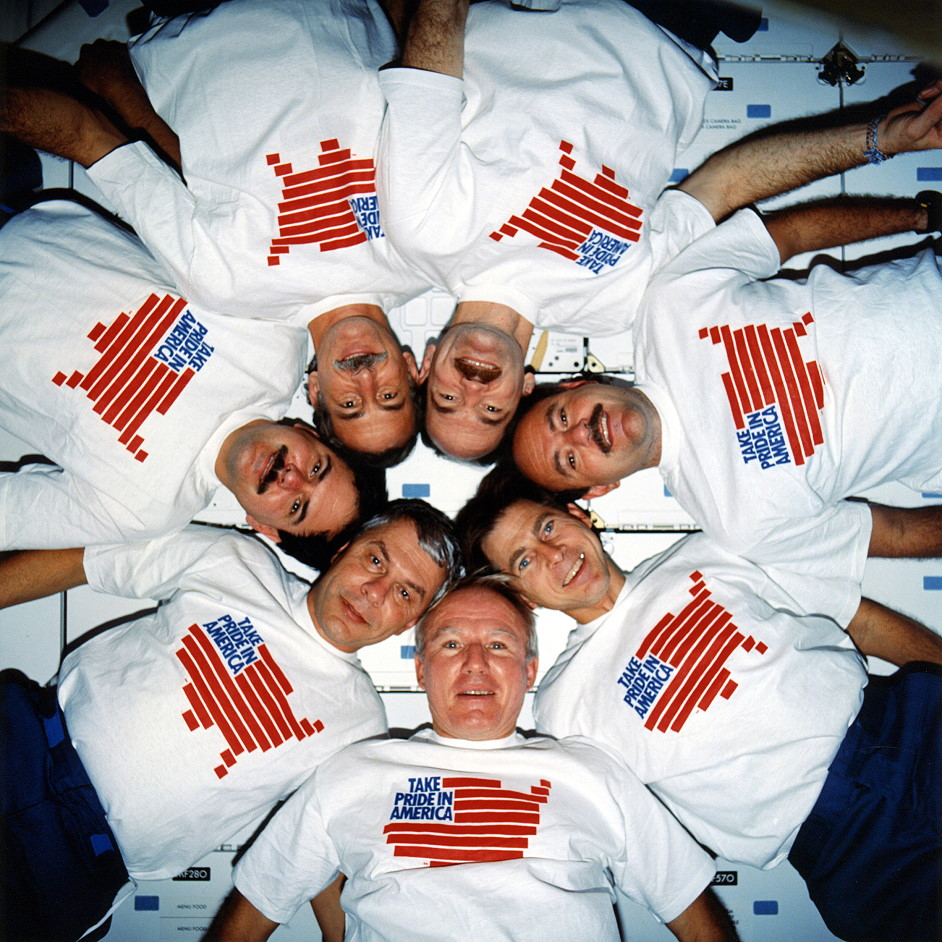
伝統的に撮影される飛行中のポートレイト
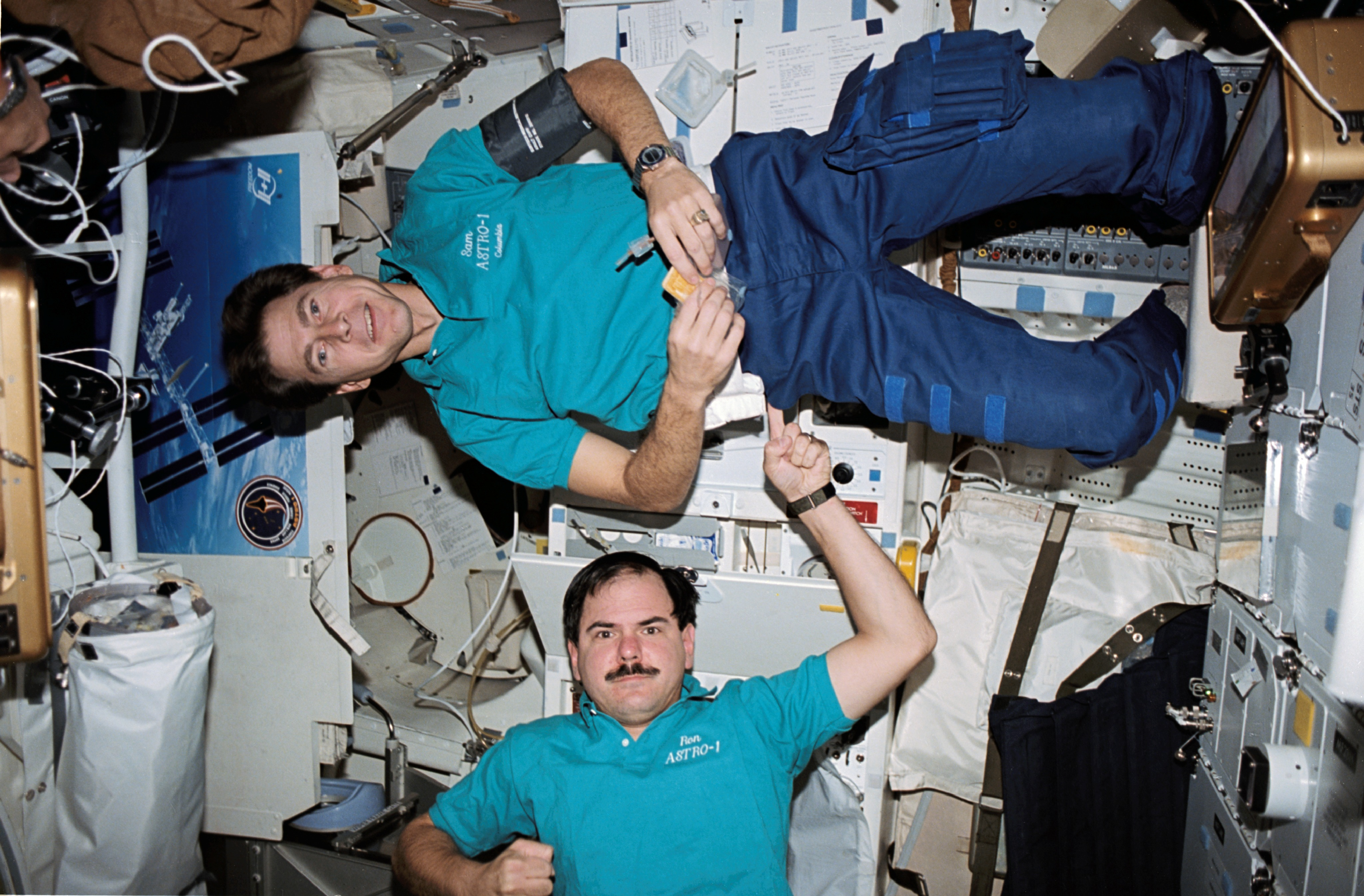
作業中のデュランスとパリーゼ
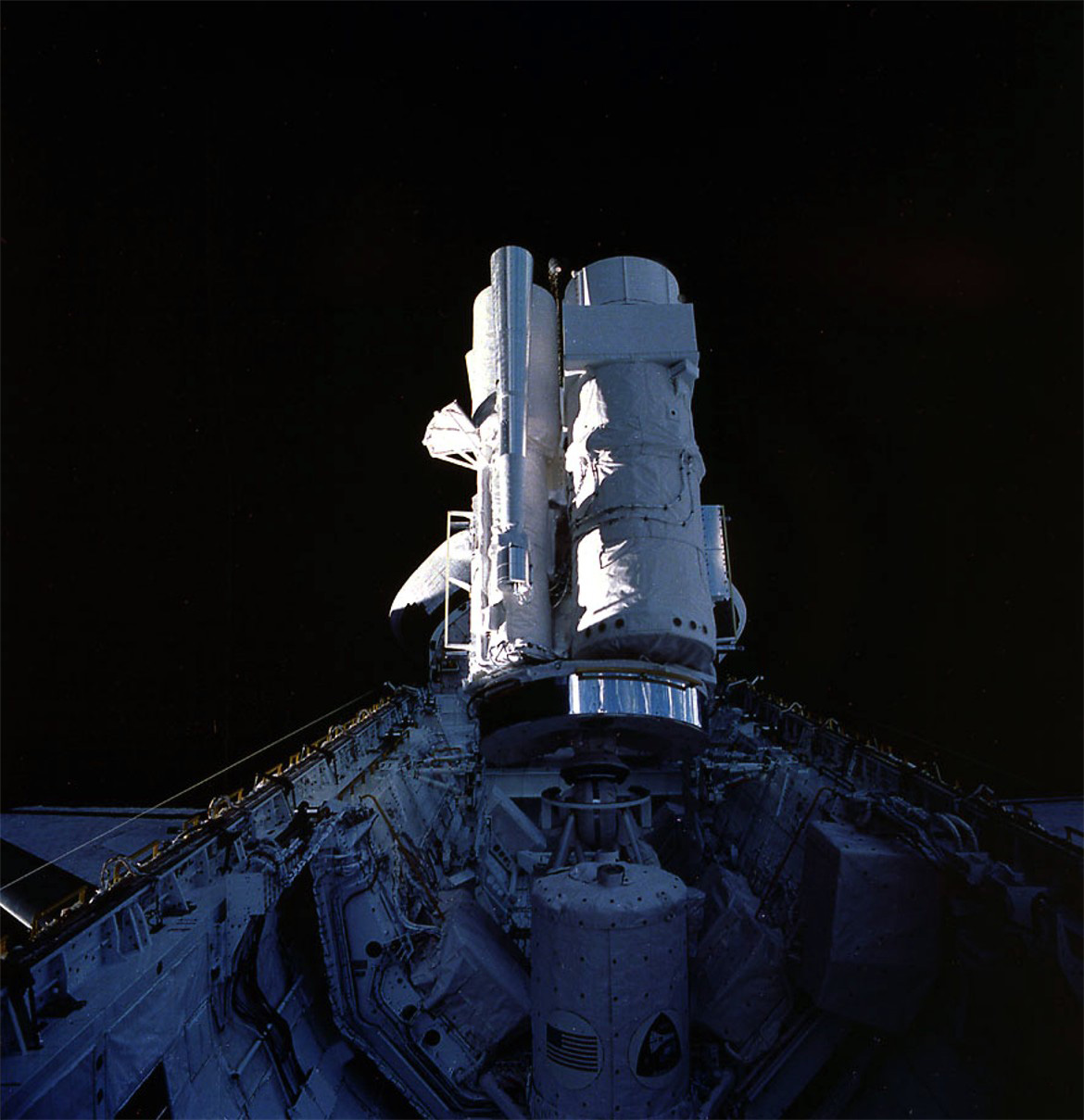
軌道上の望遠鏡
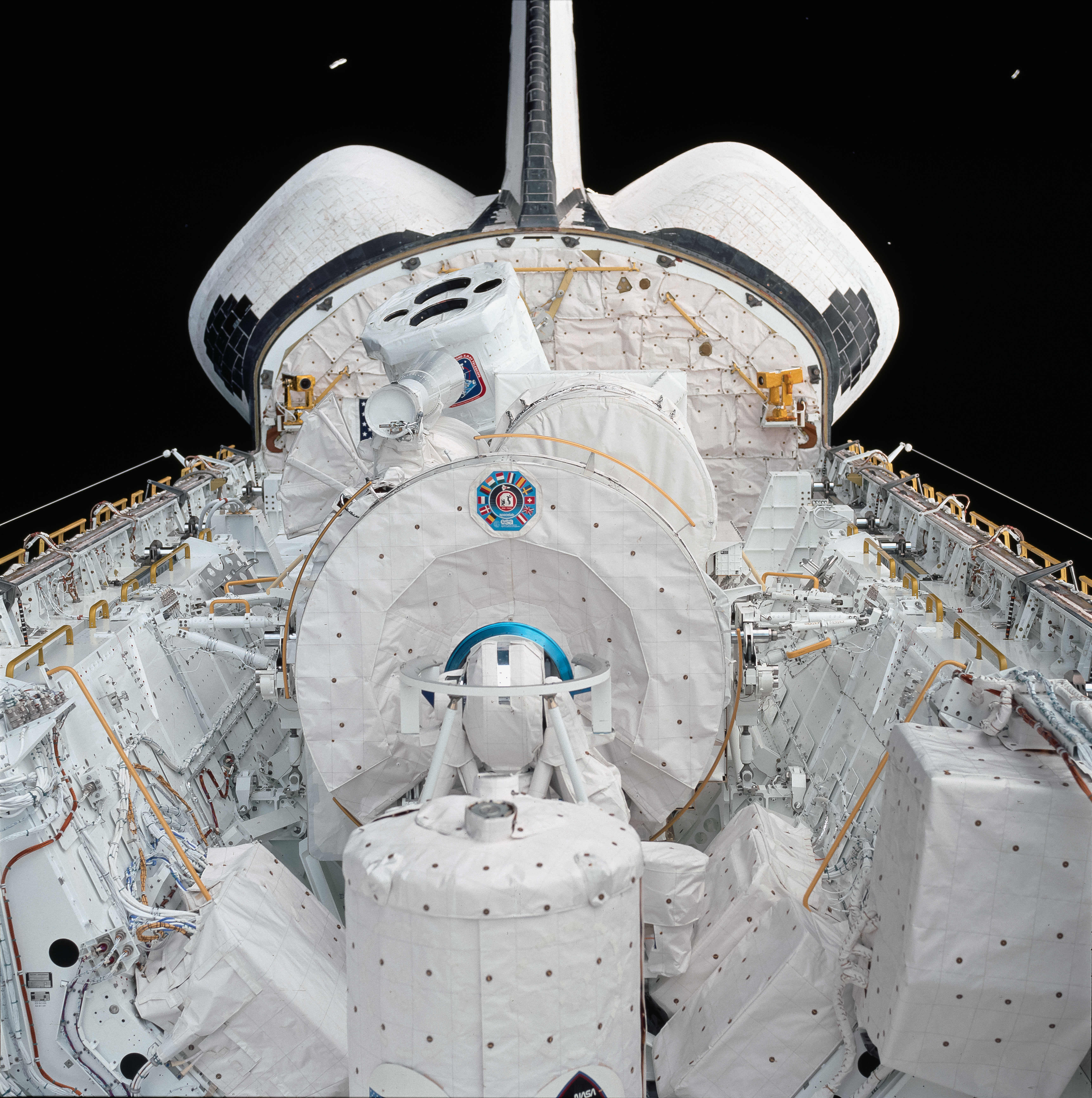
格納されたペイロード
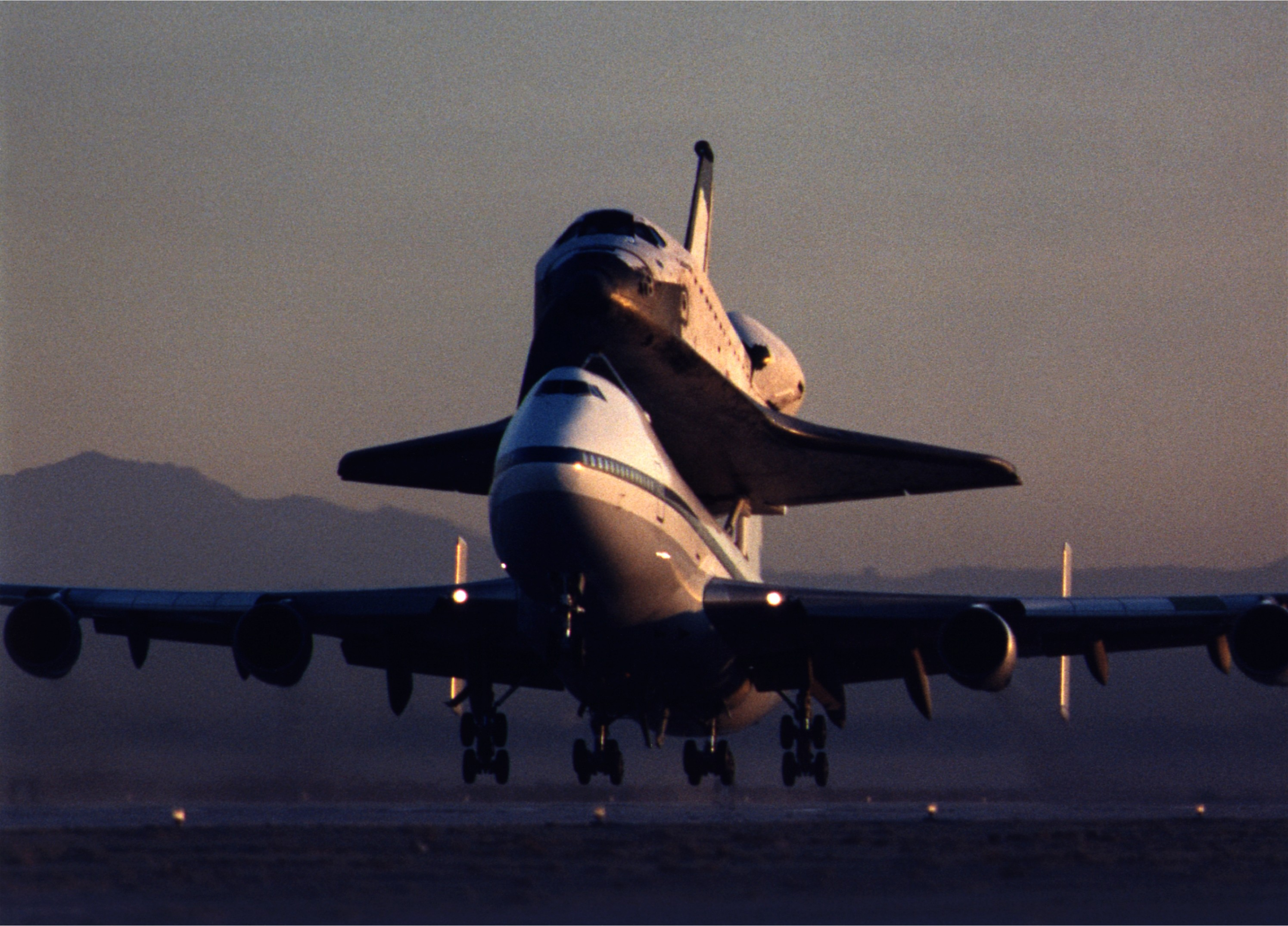
ケネディ宇宙センターに帰還したコロンビア